# Жигилий, Владимир Викторович
Владимир Викторович Жигилий (16 декабря 1952, с. Александровка, Харьковская область, Украинская ССР, СССР) — советский баскетболист. Выступал за «Динамо» (Москва). Мастер спорта СССР международного класса (1974). Заслуженный мастер спорта СССР. Заслуженный мастер спорта России (1994). Центровой.

## Карьера
- 1970—1972 — «Динамо» Харьков
- 1972—1988 — «Динамо» Москва[3]
- 1988—1990 —  «Левски-Спартак» София — «серебро» и «бронза» чемпионата Болгарии
- 1991 — «УРАРТУ» Ереван
- 1992—1994 — «ФЛОАРЕ» Бендеры — чемпион Молдовы
- 1994 — «Нефтяник» Нижнекамск
- 1995—1996 — «Арсенал» Тула
- 1996—1997 — «Нефтяник» Рязань
- 1997—1998 — «Химик» Энгельс
- 1998—2002 — «Университет» Сургут

## Достижения
- Бронзовый призёр Олимпийских игр: 1976, 1980.
- Чемпион мира: 1974.
- Чемпион Европы: 1979.
- Серебряный призёр чемпионата мира: 1978.
- Серебряный призёр чемпионата Европы: 1975, 1977.
- Обладатель Межконтинентального кубка для сборных команд: 1975, 1977, 1979.
- Чемпион Молдавии: 1994.
- Серебряный призёр чемпионата Болгарии: 1988.
- Бронзовый призёр чемпионата СССР: 1975, 1976, 1980, 1982.
- Бронзовый призёр чемпионата Болгарии: 1989.
- Чемпион Спартакиады народов СССР: 1975, 1979.
- Серебряный призёр Спартакиады народов СССР: 1983.

## Игровая характеристика
Обладал великолепным дриблингом. Будучи игроком, считал, что занимается баскетболом в своё удовольствие, никогда не делая ничего через силу, через «не могу».
По признанию А. Я. Гомельского, ему не хватало страсти, спортивной злости, умения пожертвовать собой, он никогда не перерабатывал. Только в 80-е годы, когда потребовали время и обстоятельства, он стал на тренировках и в игре трудиться сверх меры, ибо пришло истинное понимание необходимости большого труда.
Работал тренером. В настоящее время — директор СШОР «Юность Москвы» по баскетболу «Динамо».

## Семья
Жена, Людмила Васильевна (урожд. Борозна) (род. 1954) — советская волейболистка.
Сын — Владимир (род. 1981) — российский баскетболист.